# Riel (Brabant-Septentrional)
Pour les articles homonymes, voir Riel (homonymie).

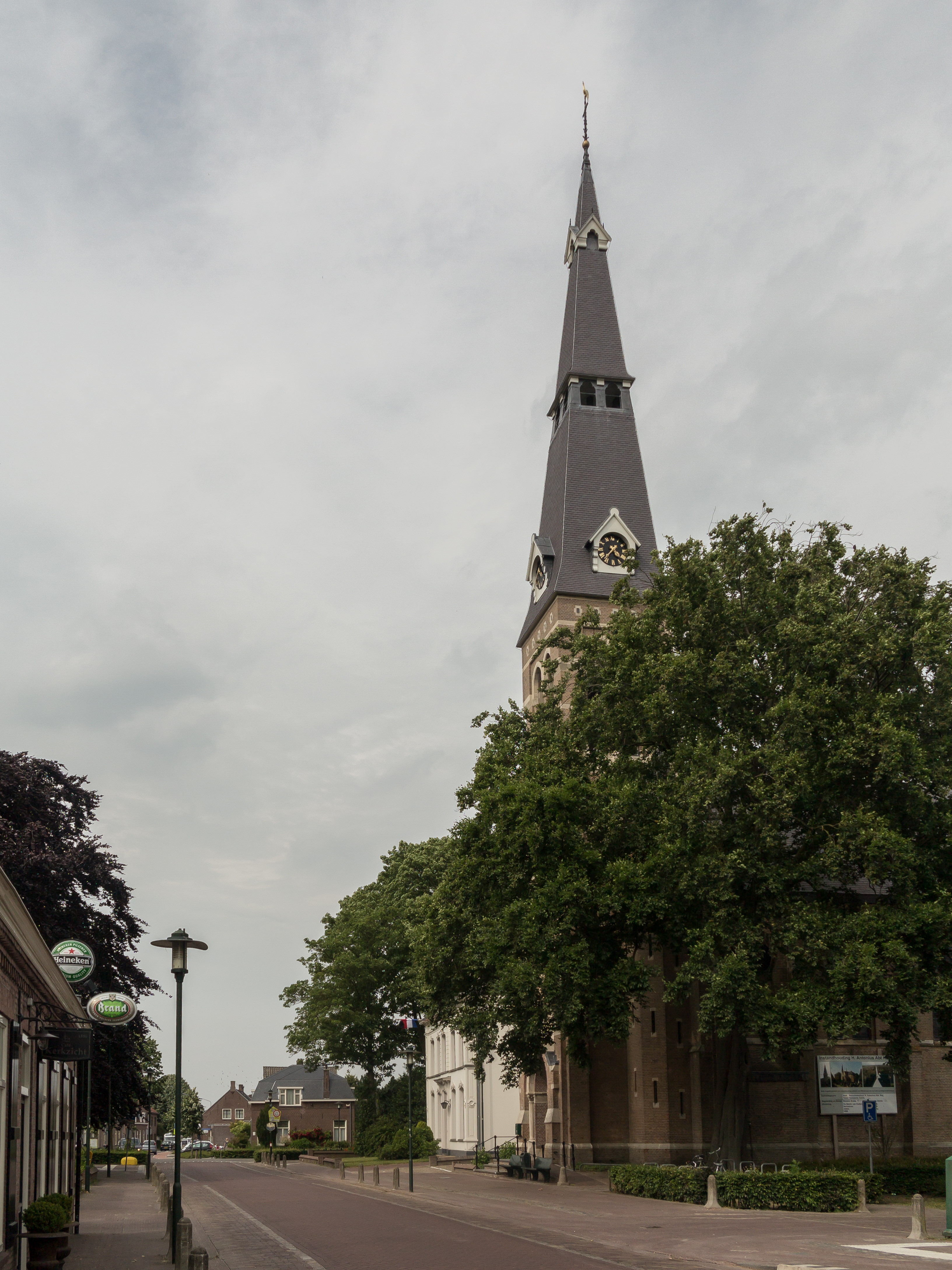
Église : de Sint Antonius Abtkerk

Riel est un village situé dans la commune néerlandaise de Goirle, dans la province du Brabant-Septentrional. Le 1er janvier 2007, le village comptait 2 040 habitants.
Jusqu'en 1997, Riel faisait partie de la commune d'Alphen en Riel.